# Hamilton H-45
L'Hamilton H-45, così come il similare Hamilton H-47, era un aereo a trasporto civile, monomotore, biposto e monoplano ad ala alta, entrambi prodotti dall'azienda aeronautica statunitense Hamilton Metalplane Company nei tardi anni venti del XX secolo.
Di struttura interamente metallica e destinati a ricoprire i ruoli di aereo di linea passeggeri e aereo da trasporto (cargo), oltre ad essere utilizzati anche come aereo postale, i due modelli si differenziavano solamente per il propulsore adottato, in entrambi i casi di produzione Pratt & Whitney e con la stessa configurazione, 9 cilindri radiali raffreddati ad aria, ma con l'H-45 motorizzato dal R-1340 Wasp da 450 hp (336 kW) e l'H-47 dal più prestazionale R-1690 Hornet da 525 hp (391 kW).
L'Hornet dava un aumento di 10 mph (16 km/h; 9 kn) della velocità di crociera e un leggero (3%) aumento del carico utile per arrivare a 2 300 lb (1 043 kg).

## Storia del progetto

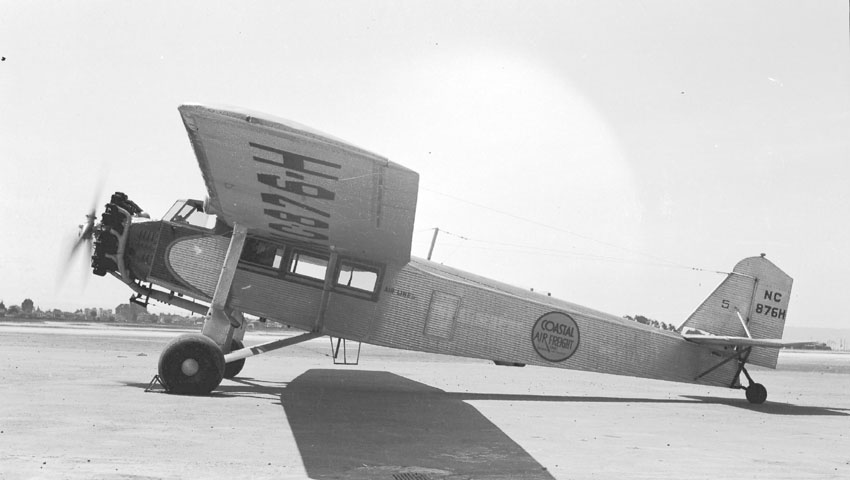
Un Hamilton H-45

Gli Hamilton H-45 e H-47 furono progettati dall'ingegnere John Ackerman. Si trattava di un'evoluzione del tipo di aereo a fusoliera ovale e ad ali alte interamente in metallo sviluppato in precedenza per la Hamilton Aero Manufacturing dal famoso pilota ed ingegnere James McDonnell. Le due versioni furono prodotte nella fabbrica di Milwaukee dall'azienda appartenente al pioniere dell'aeronautica Thomas Foster Hamilton (1894-1969).

## Impiego operativo
Sia gli H-45 che gli H-47 vennero utilizzati dal 1928 per operare servizi di trasporto di passeggeri e posta aerea entro il territorio statunitense. La compagnia aerea Northwest Airways ne aveva in flotta almeno nove esemplari, introducendoli sulla rotta CAM 9 che collegava Chicago all'area metropolitana di Minneapolis-Saint Paul dal settembre 1928. Altre compagnie nazionali che adottarono questi modelli sia per trasporti passeggeri che merci, furono la Coastal Air Freight e la Condor Air Lines. La compagnia Wien Airways of Alaska ha utilizzato almeno un H-45 su una rotta da Fairbanks con direzione costa occidentale e fino a Point Barrow.
Durante il 1930, la Isthmian Airways utilizzò gli Hamilton in configurazione idrovolante a scarponi, per il loro servizio di collegamento tra l'Oceano Atlantico e il Pacifico, rispettivamente tra Cristóbal e Balboa, nella zona del canale di Panama. La compagnia aerea dichiarò impudentemente il volo di 30 minuti come "il servizio transcontinentale più veloce del Nord America".
Nell'agosto 1942 un H-47 (originariamente costruito come H-45) con marche civili panamensi fu acquisito dall'United States Army, l'esercito statunitense, e avviato a prove di valutazione per l'eventuale adozione per i propri reparti dell'Air Forces con la denominazione militare C-89. Al termine delle prove di volo fu assegnato al Panama Air Depot, nel 1943 ridenominato UC-89 e dopo un solo anno di servizio operativo ritenuto inadatto alle esigenze dello US Army, venendo radiato nell'agosto di quello stesso anno.
Un esemplare si può vedere in primo piano nel film del 1939 Avventurieri dell'aria (Only Angels Have Wings) del regista Howard Hawks, come aereo postale per "Barranca". Le scene di volo erano false, tuttavia l'aereo è stato utilizzato nelle scene a terra. Il modello di scena del film (o uno di loro) è sopravvissuto.

## Utilizzatori

### Civili
Stati Uniti
- Alaskan Airways
- Condor Air Lines
- Coastal Air Freight
- Isthmian Airways
- Northwest Airways
- Wien Alaska Airways

### Militari
Perù
- Cuerpo de Aviación del Perú: durante la guerra tra Colombia e Perù del 1932-1933.[senza fonte]

 Stati Uniti
- United States Army Air Forces

## Velivoli comparabili
Paesi Bassi
- Fokker F.VIIa/1m

 Germania
- Focke-Wulf A 32
- Focke-Wulf A 33
- Messerschmitt M 18

 Italia
- Caproni Ca.97

 Stati Uniti
- Fokker Universal
- Fokker Super Universal